# Isola d’Asti
Isola d’Asti – miejscowość i gmina we Włoszech, w regionie Piemont, w prowincji Asti.
Według danych na styczeń 2009 gminę zamieszkiwało 2165 osób przy gęstości zaludnienia 159,4 os./1 km².
Urodził się tutaj kardynał Angelo Sodano.